# ایی‌آی کازادر (کشتی)
ایی‌آی کازادر (کشتی) (به انگلیسی: El Cazador (ship)) یک کشتی بود.